# Mamestra leucographa
Mamestra leucographa là một loài bướm đêm trong họ Noctuidae.